# Giulia Parravicini
Giulia Parravicini   (Torí, 1769 - segle XIX (>1842)), nascuda Gandini fou una violinista italiana.
Sent encara una nena fou alumna de Viotti i era encara molt jove quan es presentà per primera vegada a París, on aconseguí un èxit brillantíssim, així com a Dresden, Leipzig i París. Es diu que no interpretava més música que la del seu mestre.